# اسکی پرش برگیزل
اسکی پرش برگیزل (آلمانی: Bergiselschanze)، یک تپه پرش با اسکی است که در برگیزل اینسبروک، اتریش واقع شده‌است و استادیوم آن ۲۶۰۰۰ نفر ظرفیت دارد. این مکان یکی از مهمترین مکانهای جام جهانی پرش با اسکی FIS است که سالانه میزبان سومین دوره مسابقات معتبر Four Hills Tournament است.
اولین مسابقات در این محل در دهه ۱۹۲۰ با سازه‌های چوبی ساده برگزار شد. تپه بزرگتر اولین بار در سال ۱۹۳۰ ساخته شد و قبل از بازی‌های المپیک زمستانی ۱۹۶۴ بازسازی شد. این محل دوازده سال بعد دوباره میزبان برگزاری همان رویداد بود. فرم کنونی این تپه توسط معمار عراقی انگلیسی زها حدید طراحی شده‌است و ساخت آن در سال ۲۰۰۳ به پایان رسید.